# Voodoo People
Voodoo People је девети сингл британског бенда The Prodigy. Прво издање појавило се у облику 12" винил плоче у августу 1994. године. То је био трећи сингл са албума Music for the Jilted Generation. У Сједињеним Државама издат је као 12" сингл и EP за Mute Records.
У британском издању, налазио се ремикс групе The Chemical Brothers који су се тада називали "The Dust Brothers" у част америчког продуцентског двојца истог имена. Када је Voodoo People требало да буде издат у САД, као и због растуће популарности европских Dust Brothers-а, мерички Dust Brothers запретили су тужбом уколико не промене име. Због тога су име променили у "The Chemical Brothers", и под тим називом се њихово име појавило на америчком издању.
Музички спот је, као и претходни, режирао Волтер Стерн (Walter Stern), а сниман је на Хаитију.
Главни риф у песми заснован је на семплу из песме Very Ape групе Nirvana, са њиховог трећег студијског албума In Utero.

## Списак песама

### XL recordings

#### 12" винил плоча
1. Voodoo People (Original Mix) (6:28)
2. Voodoo People (Haiti Island Mix) (5:22)
3. Voodoo People (Dust Brothers Remix) (5:56)
4. Goa (The Heat the Energy Part 2) (6:04)

#### CD сингл
1. Voodoo People (Edit) (4:05)
2. Voodoo People (Dust Brothers Remix) (5:56)
3. Goa (The Heat the Energy Part 2) (6:04)
4. Voodoo People (Original Mix) (6:28)

### Mute

#### 12" винил плоча
1. Voodoo People (Chemical Brothers Remix) (5:56)
2. Voodoo People (Original Mix) (6:28)
3. No Good (Start the Dance) (CJ Bolland Museum Remix) (5:14)
4. Speedway [Theme from Fastlane] (Secret Knowledge Remix) (10:26)

#### Extended play CD
1. Voodoo People (Edit)(4:05)
2. Voodoo People (Chemical Brothers Remix)(5:56)
3. No Good (Start the Dance) (CJ Bolland Museum Remix)(5:14)
4. Rat Poison (5:34)
5. Speedway [Theme from Fastlane] (Secret Knowledge Remix)(10:26)
6. Voodoo People (Haiti Island Mix) 5:22)
7. Voodoo People (Original Mix)(6:28)

all tracks written by Liam Howlett except track 4 written by Liam Howlett, Maxim Reality
track 2 remix and additional production by Chemical Brothers
track 3 remix and additional production by CJ Bolland
track 4 remixed by Liam Howlett
track 5 remixed by Kris Needs
track 6 remixed by Liam Howlett